# 張萱 (唐朝畫家)
张萱（？—？），京兆（今陕西西安）人，唐朝宫廷画家，善画仕女。在世時他的影響較大，為時人所模仿，爲此他“朱暈耳根”以示區分，周昉亦曾仿效他的畫風:149。

## 生平
他的艺术创作活动主要集中在唐开元、天宝年间，开元年間任史館畫直:147。他以善画贵族仕女、宫苑鞍马著称，他与稍后于他的仕女画家周昉在画史上相提并论。他的作品今已无一遗存。历史上留下《虢国夫人游春图》(遼寧省博物馆藏)和《捣练图》(美國波士頓博物館藏)两件由宋朝畫院畫家所摹的手卷。
张萱的绘画题材是宫廷里的人物活动，他的人物画虽限于宫庭内，但展现了较为庞大的场景，这促使他掌握多种画科的造型手法和表现技巧。张萱以其精湛的画艺从根本上确立了仕女画在人物画中的重要地位。仕女画多是描绘贵族妇女、宫妃或者其他妇女的宫廷生活情景。张萱所绘的仕女形象与周昉作品中的形象具有共性：女性一般都丰肥艳妆，用笔工细，设色匀净。张萱的仕女画在人物画史中影响深远。